# Пут
Пут, цеста или друм је део земљишта, најчешће трака, који је припремљен за одвијање саобраћаја и који повезује две дестинације. У најширем смислу, путем се сматра свака површина на којој се одвија саобраћај.
Према значају за саобраћај путеви се, у Србији и Републици Српској, разврставају на ауто-путеве, брзе путеве (експрес путеве), магистралне путеве, регионалне путеве, локалне путеве, улице у насељу и некатегорисане путеве.

## Историја
Тврдња да су први путање биле стазе које су направиле животиње није била универзално прихваћена; у многим случајевима животиње не следе сталне стазе. Неки верују да су поједини путеви настали пратећи животињске стазе. Икнилд Веј може послужити као пример ове врсту настанка путева, где су и људи и животиње одабрали исту природну линију. До око 10.000 година пре нове ере, људски путници су користили грубе путеве/стазе.
- Најстарији познати поплочани пут на свету изграђен је у Египту између 2600. и 2200. године п. н. е.[6]
- У граду Ур на Блиском истоку појављују се камено поплочане улице које датирају од 4000. године п. н. е.[2]
- Кордирој путеви (путеви од балвана) пронађени су од 4000. године п. н. е. у Гластонберију у Енглеској.[2]
- Свитов траг, балвански бедем у Енглеској, један је од најстаријих откривених путева и најстарија дрвена стаза откривена у Северној Европи. Изграђен у зиму 3807. године п. н. е. или пролеће 3806. године п. н. е, (датирање по прстенима стабала - дендрохронологија - омогућило врло прецизно датирање). Тврдило се да је то најстарији пут на свету[7][8] до открића стазе старе 6.000 година у Пламстеду у Лондону 2009. године.[9][10]
- Улице поплочане опеком појавиле су се у Индији већ 3000. године п. н. е.[2]
- око 1995. године п. н. е.: рана подела путева о којој сведоче тротоари изграђени у Анадолији.[11]
- Године 500. п. н. е, Дарије I Велики започео је опсежан путни систем за Ахеменидско царство (Персију), укључујући Краљевски пут, који је био један од најбољих друмова свог времена,[12] повезујући Сард (најзападнији велики град царства) са Сузом. Пут је остао у употреби и након римског доба. Ови системи путеви су сезали на исток чак до Бактрије и Индије.[13]
- У давна времена, речни транспорт је био далеко лакши и бржи од друмског,[8] посебно узимајући у обзир цену изградње путева и разлику у носивости између запрежних кола и речних баржи. Хибрид друмског и бродског транспорта који почиње око 1740. године је баржа на коњску вучу у којем коњ прати очишћену стазу дуж обале реке.[14][15]
- Од око 312. п. н. е, Римско царство је градило праве[16] јаке камене римске путеве широм Европе и Северне Африке, као подршку својим војним походима. На свом врхунцу Римско царство је било повезано са 29 главних путева који су полазили из Рима и покривали 78.000 километара или 52.964 римских миља поплочаних путева.[8]
- У 8. веку наше ере изграђено је много путева широм Арапског царства. Најсофистициранији путеви били су они у Багдаду, који су били поплочани катраном. Катран је добијен из нафте, доступне са нафтних поља у региону, хемијским процесом деструктивне дестилације.[17]
- Закон о друмовима 1555. у Британији пренео је одговорност за одржавање путева са владе на локалне парохије.[8] То је довело до лошег и променљивог стања путева. Да би се то решило, први од друмских трастова успостављен је око 1706. године, ради изградње добрих путева и наплате путарине од возила у пролазу. На крају је у Британији постојало приближно 1.100 трустова и неких 36.800 km (22.900 mi) пројектованих путева.[8] Ребечке побуне у Кармартенширу и Раједеру од 1839. до 1844. допринели су Краљевској комисији, која је довела до пропасти система 1844. године,[18] што се поклопило са развојем железничког система Велике Британије.
- Крајем 19. века инжињери за путеве почели су да се брину за бициклисте градећи одвојене траке поред путева.
- Од почетка 20. века путеви су се све више градили ради туризма и због отварање нових радних места. Типичан пример подстицања туризма је Велики доломитни пут, док је стварање панорамске обалске цесте Страда Костиера између Дуина и Барколе 1928. године било у великој мери усредсређено на отварање радних места.[19][20]

## Финансирање путева
Изградња и одржавање путева су у надлежности држава (ауто-пут, брзи пут, магистрални и регионални пут), док локални путеви спадају у надлежност општина у којој се налазе. Изградња пута је могућа и путем концесија када правни субјект у договору са владом државе добија право на изградњу и искориштавање пута.

## Вожња десном или левом страном
У Србији, као и у већини европских земаља се вози десном страном. Левом страном се вози у Енглеској, Јужној Африци, као и у једном броју земаља Комонвелта.

## Галерија
- Ауто-пут ноћу.
- Порта Роса, грчка улица из 3. до 4. века пре нове ере у Велији, са поплочаном површином и каналима дуж пута
- Стари тракторски пут преко обрадивог земљишта, Истад, Шведска
- Древни калдрмисани пут у Бехбахану